# Río Chulyshman
El río Chulyshmán (también transliterado como Tschulyschman o Tchoulychman) (del ruso: Река Чулышман) es un río de montaña de la parte meridional de la Siberia Occidental rusa, una de las fuentes del río Biya, a su vez, fuente del río Obi. Su curso tiene una longitud de 241 km y drena una cuenca de 16.800 km² (mayor que países como Timor oriental o Montenegro). 
Administrativamente, el río discurre por la república de Altái de la Federación de Rusia.

## Geografía

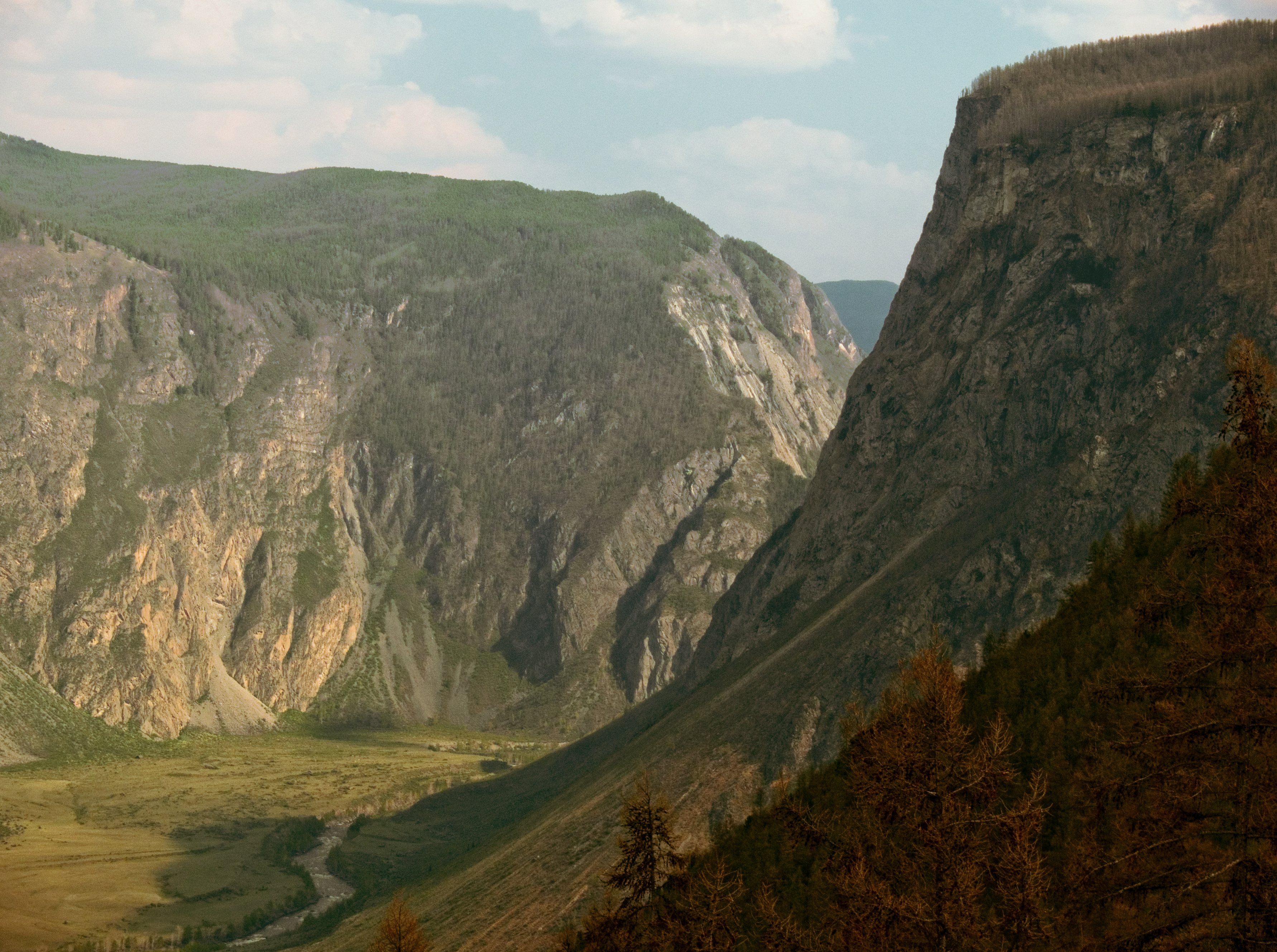
Vista del valle

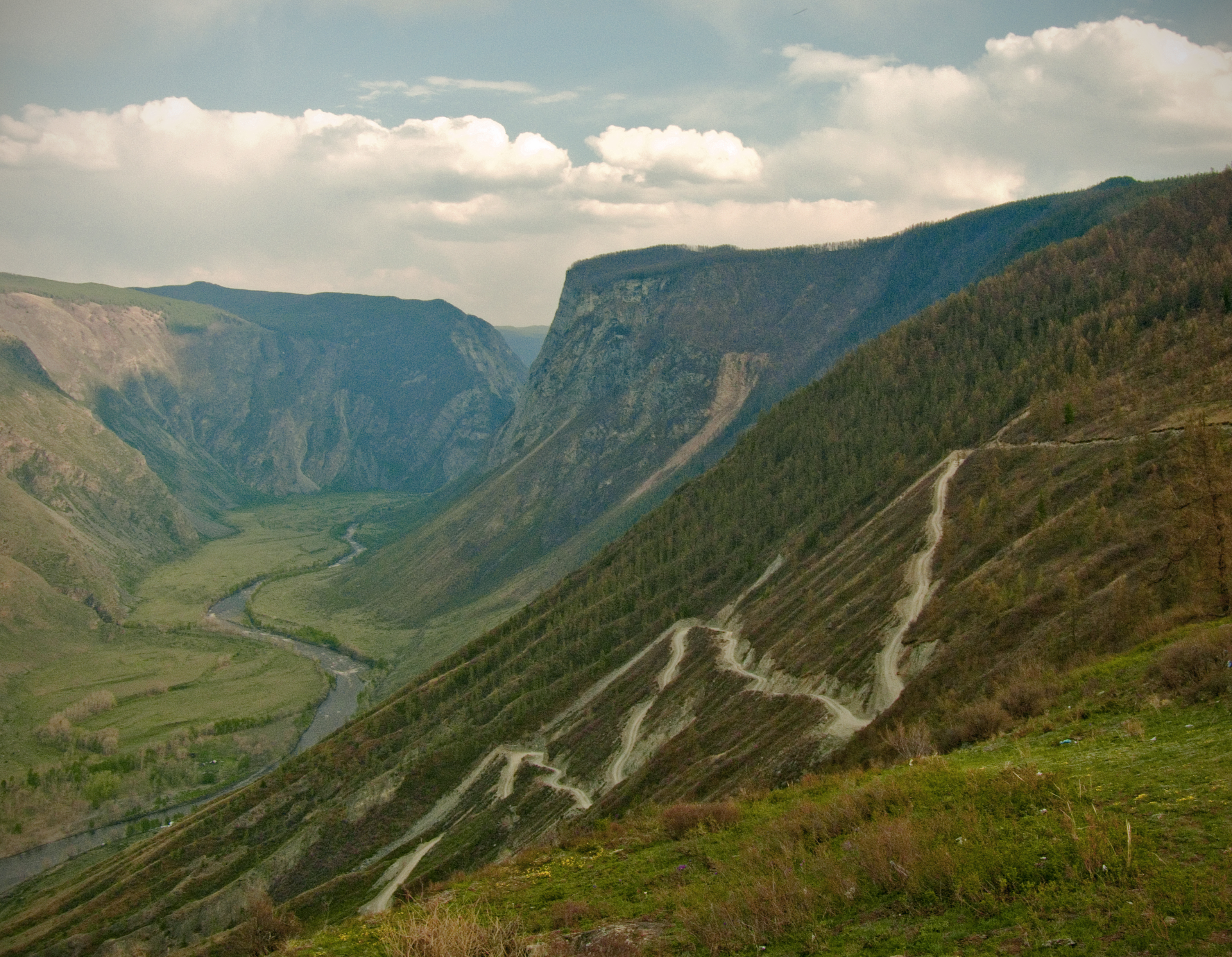
Vista del valle desde el paso Katu-Yaryk

El río Chulyshmán nace a una altitud de unos 2300 m, en la vertiente septentrional del macizo de Altái, en la parte oriental de la república de Altái, casi en la frontera con la república de Tuvá. El río discurre a través de estas montañas, predominantemente en dirección noroeste, virando luego, poco a poco, en su tramo final hacia el norte. El curso alto del río se caracteriza por ser un valle relativamente estrecho, en una región de montaña, con frecuentes rápidos y cascadas. En esa parte alta el río atraviesa el lago Djulukul (Джулукуль), con una superficie de 29,5 km².
El Chulyshmán desemboca, por su extremo sur, en el lago Telétskoye (80 km de longitud, unos 5 km de anchura y 233 km²). El lago Telétskoye tiene como emisario al río Biya, una de las fuentes del río Obi. Por ello, el río Chulyshmán también puede considerarse fuente del Obi, y el sistema conjunto río Biya-lago Telétskoye-río Chulyshmán, tendría una longitud total es de 615 km (incluyendo unos 74 km de recorrido en el propio lago, entre las bocas de ambos ríos).
Los principales afluentes del río Chulyshmán son, por la izquierda, los ríos Bashkaus (Башкаус) (con una longitud de 219 km y una cuenca de 7.770 km²) y Bogoyash (Богояш); y, por la derecha, los ríos Usunoyuk (Узуноюк), Shavla (Шавла) y Chulchá (Чульча). El río discurre por una región muy remota en la que prácticamente no hay ningún centro urbano, solamente pequeños asentamientos de montaña, siendo el más destacado Balyktscha, a unos 10 km de la desembocadura.
La zona del lago Telétskoye forma parte del conjunto de las montañas doradas de Altái, un área protegida desde 1998 por la Unesco como Patrimonio de la Humanidad.

## Hidrología
La cuenca del Chulyshmán drena un área de 16.800 km². En Balyktscha, el caudal medio es de 160 m³/s (con un mínimo en marzo de 15,9 m³/s y un máximo en junio de 564 m³/s). El Chulyshmán proporciona el 70% del agua del lago Teletskoye. En el curso inferior, el río tiene unos 140 m de ancho, 3 m de profundidad y la velocidad del agua es de 0,5 m/s.
El río Chulyshmán se congela desde finales de octubre/ principios de diciembre hasta abril/mayo. La época de crecidas tiene lugar de mayo a septiembre.

## Río de aguas bravas
A lo largo de todo el curso del río hay zonas de rápidos y cascadas, lo que hace del río Chulyshmán uno de los más afamados para la práctica del descenso en kayak y rafting de la Federación Rusa. Varias partes del río, así como de su afluente el río Baschkaus, tienen largos tramos calificados como de dificultad VI (de acuerdo con la clasificación internacional). A pesar de estar en un lugar muy remoto y bastante alejado de las zonas habitadas, con un acceso bastante difícil en su curso alto, es un destino muy popular entre los amantes de los deportes de aventura.

## Historia
En 1842, en el transcurso de una expedición realizada a la región del macizo de Altái, el geógrafo y geólogo ruso Piotr Chijachov (1812-90) fue uno de los primeros exploradores occidentales que llegó a la fuente del Chulyshmán.